# Marie-Octobre (téléfilm, 2008)
Pour l’article homonyme, voir Marie-Octobre.
Marie-Octobre est un téléfilm français de Josée Dayan diffusé en 2008. Il s'agit de la version télévisée du film Marie-Octobre de Julien Duvivier (1959). Nathalie Baye reprend le rôle tenu par Danielle Darrieux cinquante ans auparavant.  

## Synopsis
Bien des années après la Libération, dix anciens résistants décident de se réunir, afin de ne pas se perdre de vue et, surtout, pour évoquer ensemble leurs années de guerre.
Les retrouvailles sont chaleureuses et, autour de la table, les souvenirs les plus glorieux comme les plus âpres remontent à la surface. Mais cette réunion apparemment informelle est organisée par Marie-Octobre.
Elle qui était la seule femme du réseau, a tout préparé pour que le traître qui sévissait parmi eux soit démasqué. En effet, l'équipe n'a jamais su qui a livré à la Gestapo le chef du réseau, le courageux Castille.
Au fil de la soirée, chaque membre est soupçonné. Mais il n'y a qu'un seul coupable…

## Fiche technique
- Réalisation : Josée Dayan
- Adaptation : François-Olivier Rousseau
- D'après l'œuvre de : Julien Duvivier, Henri Jeanson, Jacques Robert
- Producteur : Nicolas Traube
- Coproduction : Pampa production, Passionfilms, OpenArts, France 3
- Société de Distribution : LCJ Éditions et Productions
- Producteur exécutif : Sophie Ravard
- Premier assistant réalisateur : Julien Gréco

## Distribution
- Nathalie Baye : Marie-France, dite Marie-Octobre
- Philippe Magnan : Jérôme Massenet
- Laurent Gamelon : Guillaume Ferronnier, avocat pénaliste
- Stéphan Guérin-Tillié : Claude Duroy, imprimeur
- Jacques Spiesser : Roland Herbelin, médecin
- Alain Fromager : Claude Thieville, enseignant
- Samuel Labarthe : Robert Cabris, ministre
- Étienne Chicot : Lucien Issard
- Xavier Beauvois : Marc Donizzi, ancien boxeur
- Sam Karmann : Raoul de Saint-Maur
- Gisèle Casadesus : Clémence